# Cheyna Wood
Cheyna Wood (* 2. Oktober 1990 in Johannesburg als Cheyna Tucker) ist eine ehemalige südafrikanische Squashspielerin.

## Karriere
Cheyna Wood spielte im Dezember 2009 erstmals auf der PSA World Tour. Auf dieser gewann sie zwei Titel, beide 2022 in ihrer Geburtsstadt Johannesburg. Ihre beste Platzierung in der Weltrangliste erreichte sie bereits im Dezember 2014 mit Rang 60. Mit der südafrikanischen Nationalmannschaft nahm sie 2010 erstmals an den Weltmeisterschaften teil und gehörte auch bei den Weltmeisterschaften in den Jahren 2012, 2014 und 2022 zum Kader. Bei den Weltmeisterschaften im Doppel und Mixed 2017 schied sie im Doppel mit Alexandra Fuller ebenso in der Gruppenphase aus wie auch bei den Weltmeisterschaften fünf Jahre darauf. Im Mixed kam sie 2022 mit Christo Potgieter ebenfalls nicht über die Vorrunde hinaus. 2015 wurde Wood nach einer Finalniederlage gegen Alexandra Fuller südafrikanische Vizemeisterin.

## Erfolge
- Vizeafrikameisterin mit der Mannschaft: 2022
- Gewonnene PSA-Titel: 2
- Südafrikanische Vizemeisterin: 2015